# Årbogen (Troms)
Pour les articles homonymes, voir Årbogen.
Årbogen est une localité du comté de Troms, en Norvège.

## Géographie
Administrativement, Årbogen fait partie de la kommune de Harstad.